# 小林竜之
小林 竜之（こばやし たつゆき、1989年4月13日 - ）は、日本の男性歌手、声優、舞台俳優。エイベックス・ピクチャーズ所属。千葉県出身。愛称はこばたつ。血液型はO型。

## 来歴
2012年、全日本アニソングランプリ第6回に出場する。第1回優勝者の喜多修平に憧れを持っていたという。しかし、東京予選で敗退。
2013年の全日本アニソングランプリ第7回に出場し、優勝。エイベックス・ピクチャーズの音楽レーベルであるDIVE II entertainmentに所属する。
2014年3月30日、テレビアニメ『最強銀河 究極ゼロ 〜バトルスピリッツ〜』の26話からのオープニングテーマ「ZERO」を歌う。同年7月23日、CDが発売され、メジャーデビュー。第38話から使用されたエンディングテーマ、「Endless NOVA」を歌うAG7のメンバーとしても参加）。
2016年、同レーベルの澁谷梓希、若井友希、青山吉能、吉岡茉祐と「D-selections」を結成。2016年4月から放送する、テレビアニメ『ハンドレッド』のオープニングテーマ「BLOODRED」を歌唱する。

## ディスコグラフィ

### シングル
|          | 発売日        | タイトル                           | 規格品番     | 規格品番   | オリコン 最高位 |
| CD+DVD盤 | 発売日        | タイトル                           | 通常盤       |            | オリコン 最高位 |
| -------- | ------------- | ---------------------------------- | ------------ | ---------- | --------------- |
| 1st      | 2014年7月23日 | ZERO/Endless NOVA performed by AG7 | AVCA-74457/B | AVCA-74458 | 35位            |
| 2nd      | 2016年2月17日 | Chase for Dream                    | -            | EYCA-10865 | 圏外            |

### コラボレーション・シングル
| 発売日        | タイトル       | 名義                | 規格品番     | オリコン 最高位 | 備考                                              |
| ------------- | -------------- | ------------------- | ------------ | --------------- | ------------------------------------------------- |
| 2015年8月19日 | NEVER-END TALE | 小林竜之 鈴木このみ | EYCA-10540/B | 108位           | テレビアニメ『FAIRY TAIL』第2期オープニングテーマ |
| 2015年8月19日 | NEVER-END TALE | 小林竜之 鈴木このみ | EYCA-10541   | 157位           | テレビアニメ『FAIRY TAIL』第2期オープニングテーマ |

### タイアップ曲
| 楽曲                   | タイアップ                                                               | 時期   |
| ---------------------- | ------------------------------------------------------------------------ | ------ |
| ZERO                   | テレビアニメ『最強銀河 究極ゼロ 〜バトルスピリッツ〜』オープニングテーマ | 2014年 |
| 夜ト光                 | ゲーム『ノラガミ—神ト縁—』オープニングテーマ                             | 2015年 |
| Chase for Dream        | 劇場アニメ『頭文字D Legend3 -夢現-』主題歌                               | 2016年 |
| バーストフィニッシュ！ | テレビアニメ『ベイブレードバースト』オープニングテーマ                   | 2016年 |

### 歌手参加作品
| 発売日        | 商品名                             | 歌  | 楽曲             | 備考                                                                     |
| ------------- | ---------------------------------- | --- | ---------------- | ------------------------------------------------------------------------ |
| 2014年7月23日 | ZERO/Endless NOVA performed by AG7 | AG7 | 「Endless NOVA」 | テレビアニメ『最強銀河 究極ゼロ 〜バトルスピリッツ〜』エンディングテーマ |

### キャラクターソング
| 発売日         | 商品名                                                                                            | 歌                                                             | 楽曲 | 備考                                                                                   |
| -------------- | ------------------------------------------------------------------------------------------------- | -------------------------------------------------------------- | --- | -------------------------------------------------------------------------------------- |
| 2016年3月25日  | Wake Up, Best!2                                                                                   | ホットドッグ（小林竜之）                                       | 「Go for it!」 | 劇場アニメ『Wake Up, Girls! 青春の影』挿入歌                                           |
| 2017年9月27日  | 劇場版KING OF PRISM -PRIDE the HERO- Song&Soundtrack                                              | The シャッフル                                                 | 「恋のロイヤルストレートフラッシュ」                                                                              | 劇場アニメ『KING OF PRISM -PRIDE the HERO-』挿入歌                                     |
| 2017年9月27日  | 劇場版KING OF PRISM -PRIDE the HERO- Song&Soundtrack                                              | 高田馬場ジョージGS（小林竜之）                                 | 「LOVE♥MIX」 | 劇場アニメ『KING OF PRISM -PRIDE the HERO-』挿入歌                                     |
| 2017年12月6日  | アイドルタイムプリパラ♪ソングコレクション〜ゆめペコおかわり！〜                                   | WITH                                                           | 「Giraギャラティック・タイトロープ」                                                                              | テレビアニメ『アイドルタイムプリパラ』挿入歌                                           |
| 2018年6月27日  | アイドルタイムプリパラ☆ミュージックコレクション                                                   | WITH                                                           | 「チクタク・Magicaる・アイドルタイム！」                                                                          | テレビアニメ『アイドルタイムプリパラ』挿入歌                                           |
| 2018年9月22日  | GAME Pripara Music Collection vol.7                                                               | WITH                                                           | 「ワクワクO'clock」                                                                                               | ゲーム『アイドルタイムプリパラ』関連曲                                                 |
| 2018年9月22日  | GAME Pripara Music Collection vol.7                                                               | 三鷹アサヒ（小林竜之）                                         | 「ワクワクO'clock」                                                                                               | ゲーム『アイドルタイムプリパラ』関連曲                                                 |
| 2018年11月28日 | プリパラ ULTRA MEGA MIX COLLECTION                                                                | WITH                                                           | 「Giraギャラティック・タイトロープ（DJ BOSS EDM Remix）」                                                         | テレビアニメ『アイドルタイムプリパラ』関連曲                                           |
| 2018年12月7日  | スペシャルイベント「朝も！夜も！どんなときも！always WITH you!!」by アイドルタイムプリパラ 特典CD | WITH                                                           | 「好きにしてI-I-Z-E」 「DANCE PRINCE」 「BLASTING CLAP!」 「ALWAYS WITH YOU!!!」 「リフレイン・ザ・シンフォニー」 | テレビアニメ『アイドルタイムプリパラ』関連曲                                           |
| 2019年3月13日  | KING OF PRISM RUSH SONG COLLECTION -STAR MASQUERADE-                                              | 大和アレクサンダー（武内駿輔）、高田馬場ジョージGS（小林竜之） | 「JOKER JOKER」                                                                                                   | ゲーム『KING OF PRISM プリズムラッシュ！LIVE』関連曲                                   |
| 2019年7月10日  | KING OF PRISM -Shiny Seven Stars- マイソングシングルシリーズ 高田馬場ジョージ                     | 高田馬場ジョージGS（小林竜之）                                 | 「JOKER KISS!」                                                                                                   | テレビアニメ『KING OF PRISM -Shiny Seven Stars-』挿入歌                                |
| 2019年7月10日  | KING OF PRISM -Shiny Seven Stars- マイソングシングルシリーズ 高田馬場ジョージ                     | 高田馬場ジョージGS（小林竜之）                                 | 「JOY」 | テレビアニメ『KING OF PRISM -Shiny Seven Stars-』エンディングテーマ                    |
| 2019年9月11日  | プロミス！リズム！パラダイス！                                                                    | PRI-Crew Friends                                               | 「Crew-Sing! Friend-Ship♡」                                                                                       | 『プリパラ』関連曲                                                                     |
| 2019年10月2日  | Virgin Sky/愛がある限りここにいる                                                                 | 帝都東神楽舞隊基地・所属舞官                                   | 「Virgin Sky」 | ゲーム『REALIVE!〜帝都神楽舞隊〜』オープニングテーマ                                   |
| 2019年10月2日  | Virgin Sky/愛がある限りここにいる                                                                 | 帝都東神楽舞隊基地・所属舞官                                   | 「愛がある限りここにいる」                                                                                        | ゲーム『REALIVE!〜帝都神楽舞隊〜』エンディングテーマ                                   |
| 2019年10月9日  | KING OF PRISM -Shiny Seven Stars- Song&Soundtrack                                                 | The シャッフル                                                 | 「ファイブカードは突然に…」                                                                                       | テレビアニメ『KING OF PRISM -Shiny Seven Stars-』挿入歌                                |
| 2019年10月23日 | ALWAYS WITH YOU!!!                                                                                | WITH                                                           | 「スーパー・ダーリン」 「Quest Milky Way!」 「JUST NOW!」                                                         | テレビアニメ『アイドルタイムプリパラ』関連曲                                           |
| 2019年10月23日 | ALWAYS WITH YOU!!!                                                                                | 三鷹アサヒ（小林竜之）                                         | 「MYCS」 | テレビアニメ『アイドルタイムプリパラ』関連曲                                           |
| 2019年10月23日 | ALWAYS WITH YOU!!!                                                                                | 三鷹アサヒ（小林竜之）、高瀬コヨイ（土田玲央）                 | 「マジック・アワー」                                                                                              | テレビアニメ『アイドルタイムプリパラ』関連曲                                           |
| 2020年3月25日  | LOVEグラフィティ                                                                                  | KING OF PRISM ALL STARS                                        | 「ドラマチックLOVE -ALLSTARS THANKS ver.-」                                                                       | 劇場アニメ『KING OF PRISM ALL STARS -プリズムショー☆ベストテン-』関連曲                |
| 2020年3月25日  | 待たされていた I love you!/星の絆                                                                 | Crown Clan                                                     | 「待たされていた I love you!」 「星の絆」                                                                         | ゲーム『REALIVE!〜帝都神楽舞隊〜』関連曲                                               |
| 2020年6月26日  | 舞台 KING OF PRISM -Shiny Rose Stars- Prism Song Album                                            | 高田馬場ジョージ（古谷大和）、池袋エィス（小林竜之）           | 「Enigma Mirror」                                                                                                 | 舞台『KING OF PRISM -Shiny Rose Stars-』劇中歌                                         |
| 2020年6月26日  | 舞台 KING OF PRISM -Shiny Rose Stars- Prism Song Album                                            | ALL CAST                                                       | 「Shiny Heart Beat -2020 ver.-」                                                                                  | 舞台『KING OF PRISM -Shiny Rose Stars-』劇中歌                                         |
| 2022年8月17日  | HAPPINESS for ALL                                                                                 | Cgrass                                                         | 「HAPPINESS for ALL」                                                                                             | テレビアニメ『神クズ☆アイドル』挿入歌                                                  |
| 2022年8月17日  | HAPPINESS for ALL                                                                                 | Cgrass                                                         | 「INNOCENT STORY」                                                                                                | テレビアニメ『神クズ☆アイドル』関連曲                                                  |
| 2024年11月13日 | プリパラ ソング♪コレクション Melody Moments!                                                      | WITH                                                           | 「オレーザービーム」                                                                                              | 舞台『WITH by IdolTimePripara』関連曲                                                  |
| 2025年8月20日  | 『KING OF PRISM-Your Endless Call-み〜んなきらめけ！プリズム☆ツアーズ』Song Collection            | TRI-UMviratuS                                                  | 「Feel Like dance -TRI-UMviratuS ver.-」                                                                          | 劇場アニメ『KING OF PRISM-Your Endless Call-み〜んなきらめけ!プリズム☆ツアーズ』挿入歌 |
| 2025年8月20日  | 『KING OF PRISM-Your Endless Call-み〜んなきらめけ！プリズム☆ツアーズ』Song Collection            | SePTENTRION、WITH                                              | 「BOY MEETS GIRL -SePTENTRION＆WITH ver.-」                                                                       | 劇場アニメ『KING OF PRISM-Your Endless Call-み〜んなきらめけ!プリズム☆ツアーズ』挿入歌 |
| 2025年8月20日  | 『KING OF PRISM-Your Endless Call-み〜んなきらめけ！プリズム☆ツアーズ』Song Collection            | WITH                                                           | 「BOY MEETS GIRL -WITH ver.- 」                                                                                   | 劇場アニメ『KING OF PRISM-Your Endless Call-み〜んなきらめけ!プリズム☆ツアーズ』関連曲 |

## 参加イベント
| 出演日               | タイトル                                                       | 会場                       |
| -------------------- | -------------------------------------------------------------- | -------------------------- |
| 2013年11月23日       | ANIMAX MUSIX 2013                                              | 横浜アリーナ               |
| 2014年8月29日 - 31日 | a-nation stadium fes. Listen to my song! "FRESH"               | 味の素スタジアム（東京都） |
| 2014年9月20日、21日  | 京都国際マンガ・アニメフェア2014 avex pictures LIVE            | 京都市勧業館               |
| 2014年11月22日       | ANIMAX MUSIX 2014                                              | 横浜アリーナ               |
| 2017年10月21日       | KING OF PRISM SUPER LIVE MUSIC READY SPARKING                  | 幕張メッセ イベントホール  |
| 2017年12月10日       | アイドルタイムプリパラ アイドルタイムプリパラ Winter Live 2017 | 幕張メッセ                 |
| 2018年6月14日        | 朝も！夜も！どんなときも！ALWAYS WITH YOU！                    | 中野ZERO大ホール           |
| 2018年7月22日        | 朝も！夜も！どんなときも！ALWAYS WITH YOU！                    | なんばHatch                |
| 2021年5月8日         | WITH/lations by IdolTimePripara                                | 無観客生配信               |
| 2024年5月12日        | WITH 4th LIVE IIZEmotioN by IdolTimePripara                    | 豊洲PIT                    |

## 出演
太字はメインキャラクター。

### テレビアニメ
2015年
- 暗殺教室（男子生徒B）

2017年
- 恋愛暴君（大森林太郎、優、幽霊、手下たち、磯山 他）
- アイドルタイムプリパラ（2017年 - 2018年、三鷹アサヒ）
- 賭ケグルイ（男子生徒、子分A）
- Fate/Apocrypha（魔術師、ホムンクルス、警官、吸血鬼ホムンクルス、ディケイル 他）
- 十二大戦（ブローカー、部下、兵士、敵兵C、男子生徒A）
- ブレンド・S（客）
- Fate/Grand Order -MOONLIGHT/LOSTROOM-（カルデア職員）

2018年
- ダーリン・イン・ザ・フランキス（整備兵、26部隊隊員、245）
- 魔法少女サイト（サラリーマンB、生徒B、テレビMC、男子生徒B、不良A 他）
- Caligula -カリギュラ-（男子生徒）
- 異世界魔王と召喚少女の奴隷魔術（セルシオ、魔族）

2019年
- 同居人はひざ、時々、頭のうえ。（編集者、サラリーマン、同級生〈1〉、看護師、男性 他）
- 盾の勇者の成り上がり（魔法使いの亜人少年）
- KING OF PRISM -Shiny Seven Stars-（高田馬場ジョージGS / 池袋エィス）
- アサシンズプライド（黒衣の男、ジンの部下、村人、仮面男）

2021年
- でーじミーツガール（すずきいちろう〈？〉）

2022年
- オリエント（寺本清秀）
- 神クズ☆アイドル（内濱アキラ）

2023年
- 遊☆戯☆王ゴーラッシュ!!（2023年 - 2025年、ミューダ）
- 異世界のんびり農家（獣人、兵士）
- 英雄王、武を極めるため転生す 〜そして、世界最強の見習い騎士♀〜（生徒）

2024年
- FAIRY TAIL 100年クエスト（盗賊）

2025年
- ひみつのアイプリ リング編（七浦すばる、おとめのアイムゥ）
- ずたぼろ令嬢は姉の元婚約者に溺愛される（トマス、審判）

### 劇場アニメ
- KING OF PRISM -PRIDE the HERO-（2017年、TVCM）
- Dance with Devils-Fortuna-（2017年、ヴァンパイアC）
- 劇場版 プリパラ&キラッとプリ☆チャン 〜きらきらメモリアルライブ〜（2018年、三鷹アサヒ）
- KING OF PRISM ALL STARS -プリズムショー☆ベストテン-（2020年、池袋エィス）
- KING OF PRISM -Dramatic PRISM.1-（2024年、高田馬場ジョージGS / 池袋エィス）
- KING OF PRISM-Your Endless Call-み〜んなきらめけ!プリズム☆ツアーズ（2025年、三鷹アサヒ[16]）

### Webアニメ
- アイドルランドプリパラ（2021年 - 2022年、三鷹アサヒ）
- ディズニー ツイステッドワンダーランド ザ アニメーション（2025年、ケイト・ダイヤモンド[17]）

### ゲーム
- Caligula -カリギュラ-（2016年）
- アイドルタイムプリパラ（2017年、アサヒ）
- Caligula Overdose -カリギュラ オーバードーズ-（2018年）
- REALIVE!〜帝都神楽舞隊〜（2020年、貴船雅彦）
- ディズニー ツイステッドワンダーランド（2020年、ケイト・ダイヤモンド[18]）
- テクノロイド ユニゾンハート（2022年、ロージー）
- 魔法使いの夜（2022年）
- ひみつのアイプリ / アイプリバース（2025年、すばる） - 2作品
- 戦国小町苦労譚 語絵巻 - カタリエマキ -（五郎[19]）

### ボイスコミック
- 両片思いはじめました（2024年2月、主人公 はる、主人公 男子中学生）‐ 2作品

### 舞台
- ミュージカル『Dance with Devils〜D.C.(ダ・カーポ)〜』（2016年12月21日 - 27日、AiiA 2.5 Theater Tokyo） - シダ 役
- 舞台『夢王国と眠れる100人の王子様 〜Prince Theater〜』（2017年7月21日 - 25日、AiiA 2.5Theater Tokyo） - ハーツ 役
- ミュージカル『Dance with Devils〜Fermata（フェルマータ）〜』（2018年3月15日 - 25日、AiiA 2.5 Theater Tokyo） - シダ 役
- 朗読劇「レスティリズム～1carat～lasterisme」（2018年11月10日 - 11日、新宿村LIVE[20]） - クリスタル 役[21]
- 舞台『KING OF PRISM -Shiny Rose Stars-』（2020年2月20日 - 26日、TOKYO DOME CITY HALL） - 池袋エィス 役
- 舞台『WITH by IdolTimePripara』（2020年12月10日 - 12日、Zepp DiverCity） - 三鷹アサヒ 役[22]
- 爆走おとな小学生「初等教育ロイヤル」（2020年12月25日 - 27日、COOL JAPAN PARK OSAKA TTホール / 2021年1月7日、シアター1010） - 山口くん 役
- 舞台『WITH by IdolTimePripara』DANPRI SPECIAL EVENT（2021年3月19日・20日、ヒューリックホール東京）- 三鷹アサヒ 役[23]
- 劇団TEAM-ODAC 第37回本公演 【15周年記念公演】「浦安鉄筋家族～子ども大戦争～」（2021年7月10日 - 18日、こくみん共済 coop ホール / スペース・ゼロ）[24] - 春巻龍 役[25]
- Paradox Live on Stage（2021年9月9日 - 12日、品川プリンスホテル ステラボール / 2021年9月16日 - 19日、梅田芸術劇場 シアター・ドラマシティ） - 伊藤紗月 役 ※大阪公演中止[26]
- 劇団TEAM-ODAC 第34回本公演「僕らの深夜高速」（2021年12月15日 - 20日、草月ホール）[27][28]
- DANPRI STAGE-アイドルランド・オブ・ザ・デッド-（2022年3月3日 - 6日、ヒューリックホール東京） - 三鷹アサヒ 役[29]
- 青山オペレッタ THE STAGE ～ファルチェ・インヴェルソ／逆さの三日月～（2022年5月4日 - 8日、渋谷区文化総合センター大和田 さくらホール） - 八木尾卓也 役[30]
- 舞台「晴れときどき、わかば荘 あらあら」（2022年6月10日 - 20日、草月ホール） - 千葉晃太 役[31]
- 青山オペレッタ THE STAGE 2周年記念スペシャル・レヴューショー！（2022年10月28日 - 31日、シアター1010） - 八木尾卓也 役[32]
- Love Letter for You（2022年11月17日、新宿村LIVE） - 高橋祥太 役[33]
- Paradox Live on Stage vol.2（2023年3月9日 - 19日、品川プリンスホテル ステラボール） - 伊藤紗月 役[34]
- 朗読劇「胡蝶ノ、ユメ」（2023年8月18日、TOKYO FM HALL） - 安養寺凌 役 他[35]
- 青山オペレッタ THE STAGE 第5弾（2023年10月4日 - 8日、シアター1010） - 八木尾卓也 役[36]
- 青山オペレッタ THE STAGE ～メッザ・ルーナ／光と影～（2024年3月28日 ‐ 31日、シアター1010）‐ 八木尾卓也 役[37]
- 青山オペレッタ THE STAGE 〜ピエナ・クラシコ / 始まりの刻〜（2024年11月21日 - 27日、新宿村LIVE） - 八木尾卓也 役[38]
- 音楽朗読劇「仮面の男」〜アレクサンドル・デュマ・ペール「ダルタルニャン物語」より〜（2025年3月9日、博品館劇場） - アラミス 役 他[39][40]
- VISIONARY READING「三島由紀夫レター教室」（2025年10月12日〈予定〉、紀伊國屋ホール） - 丸トラ一 役[41]

### ラジオ
※はインターネット配信。
- DIVE II Station New Generations!（2014年7月、文化放送）- 月替わりパーソナリティ

### テレビ番組
- わぐばん!（2015年、テレビ東京）- 第1回 - 第10回ナレーター
- モテ福（2016年、テレビ埼玉）- タッちゃん/伊達政宗の声

### Web番組
- ライブダムカンパニー（2016年、アシスタントMC）

### その他コンテンツ
- DAM『あにそんボーカル』「FOR REAL」[42]

### 初出話一覧
1. ↑  第145話初出
2. ↑  第43話初出
3. ↑  第7話初出
4. ↑  第10話初出
5. ↑  第8話初出
6. ↑  第13話初出
7. ↑  第52話初出
8. ↑  第66話初出
9. ↑  第1話初出
10. ↑  第5話初出

### ユニットメンバー
1. 1 2  喜多修平、HIMEKA、佐咲紗花、河野マリナ、鈴木このみ、岡本菜摘、小林竜之
2. ↑  高田馬場ジョージGS（小林竜之）、五反田ココロ（浦田わたる）、御徒町ツルギ（橋本晃太朗）、鶯谷モンド（長谷徳人）、神田ミツバ（江田拓寛）
3. 1 2 3 4 5 6 7 8  夢川ショウゴ（山下誠一郎）、三鷹アサヒ（小林竜之）、高瀬コヨイ（土田玲央）
4. ↑  茜屋日海夏、芹澤優、久保田未夢、山北早紀、澁谷梓希、若井友希、牧野由依、渡部優衣、真田アサミ、斎賀みつき、赤﨑千夏、佐藤あずさ、田中美海、大森日雅、山下七海、伊達朱里紗、大地葉、山田唯菜、朝日奈丸佳、山下誠一郎、小林竜之、土田玲央
5. ↑  風見勇真（梶原岳人）、久能純（谷口博昭）、米倉鷹久（谷口淳志）、藤堂豪一郎（千葉瑞己）、白神透（會田海心）、赤音輝（小西成弥）、綾井雪松（遊馬晃祐）、貴船雅彦（小林竜之）、鯨屋練（大坪康亮）、サー・ユリエル・フィドルバード（沢城千春）、佐々木裕之助（古田一紀）、橘幸作（岡延明）、瀬乃崎宗（松岡一平）、東雲仁（宮崎遊）、高城貫（伊勢大貴）、椿坂龍馬（高橋健介）、双葉日向（汐谷文康）、双葉向夜（尾股未知也）、氷室零（伊藤昌弘）、津田新造（福西勝也）、皆川風汰（古畑恵介）、皆川修司（新井雄也）
6. ↑  池袋エィス（小林竜之）、五反田ココロ（浦田わたる）、御徒町ツルギ（橋本晃太朗）、鶯谷モンド（長谷徳人）、神田ミツバ（江田拓寛）
7. ↑  柿原徹也、前野智昭、増田俊樹、寺島惇太、斉藤壮馬、八代拓、畠中祐、永塚拓馬、五十嵐雅、内田雄馬、蒼井翔太、武内駿輔、小林竜之、浦田わたる、橋本晃太朗、長谷徳人、江田拓寛
8. ↑  貴船雅彦（小林竜之）、鯨屋練（大坪康亮）、サー・ユリエル・フィドルバード（沢城千春）、佐々木裕之助（古田一紀）、橘幸作（岡延明）
9. ↑  一条シン（橋本祥平）、神浜コウジ（小南光司）、速水ヒロ（杉江大志）、仁科カヅキ（大見拓土）、太刀花ユキノジョウ（横井翔二郎）、香賀美タイガ（長江崚行）、十王院カケル（村上喜紀）、鷹梁ミナト（五十嵐雅）、西園寺レオ（星元裕月）、涼野ユウ（廣野凌大）、大和アレクサンダー（spi）、高田馬場ジョージ（古谷大和）、如月ルヰ（横田龍儀）、池袋エィス（小林竜之）、氷室聖（栗田学武）、法月仁（前内孝文）、黒川冷（及川洸）、田中会長（佐久間祐人）
10. ↑  瀬戸内ヒカル（寺島拓篤）、岬チヒロ（佐藤拓也）、内濱アキラ（小林竜之）、灘ユキナリ（石谷春貴）、伯方ホマレ（阿座上洋平）
11. ↑  如月ルヰ（蒼井翔太）、大和アレクサンダー（武内駿輔）、高田馬場ジョージGS（小林竜之）
12. ↑  一条シン（寺島惇太）、太刀花ユキノジョウ（斉藤壮馬）、十王院カケル（八代拓）、香賀美タイガ（畠中祐）、西園寺レオ（永塚拓馬）、鷹梁ミナト（五十嵐雅）、涼野ユウ（内田雄馬）